# Miss Joinville Mundo
Miss Joinville Mundo, é um concurso de beleza que elege a representante do Município de Joinville para o concurso Miss Santa Catarina Mundo que disputa o Concurso Nacional de Beleza - CNB. O atual coordenador é o professor Marcos Silva, que também coordena a Regional Caminho dos Príncipes. Hoje em dia quando se fala em concurso de beleza, vai além da beleza, porque há vários projetos sociais que as candidatas ficam envolvidas.
Desde que Julia Morley fundou em 1972 o lema "Beleza pelo Bem" dentro da franquia Miss World, todos os países têm adotado o lema, que no Brasil é conhecido por "Beleza com Propósito", um dinâmica que leva as candidatas a conhecerem um pouco mais suas comunidades com a finalidade de compreender suas carências e necessidades para então propor projetos sociais/humanitários para suprir essas carências/necessidades. Todas as candidatas ao título de Miss Joinville CEB 2021 estão trabalhando no Beleza com Propósito.

## Historia
Em anos anteriores era eleita a Miss Joinville que disputava outras franquias. Nesse período Joinville contou duas misses que se destacaram, em 1985 a Miss Joinville Margareth Terezinha Engels  foi vice Miss Santa Catarina e disputou o Miss Brasil Mundo ficando em segundo lugar.Na primeira votação houve um empate entre as candidatas Leila do Rio Grande do Sul e Margareth de Santa Catarina. Após nova votação a gaúcha venceu por 1 voto de diferença.
Em 2002 a Miss Joinville Taísa Thomsen  foi eleita Miss Santa Catarina e a segunda colocada no Miss Brasil, e de acordo com as regras era eleita Miss Mundo Brasil, representando o Brasil no Miss World 2002.
Mais tarde acabou sendo coroada Miss Brasil 2002 pois a vencedora assumiu ser casada e isso ia contra as regras da competição, perdendo o título. Taísa não chegou a disputar o Miss Universo. 
Atualmente o concurso elege a candidata para participar do concurso estadual de forma exclusiva. A Miss Joinville Mundo 2018 Fernanda Souza  foi vice Miss Santa Catarina Mundo 2019, sendo eleita Miss Caminho dos Príncipes 2019, no Miss Brasil Mundo ficou em segundo lugar sendo eleita Miss Brasil Supranacional 2019, representando o Brasil no concurso internacional.
A partir de 2022 a Miss Joinville Mundo volta a ser indicada.

## Vencedoras
| Ano  | Representante               | Colocação no Estadual | R      |
| 2022 | Maria Clara Filippi Tonolli | |        |
| 2021 | Rubia Pereira de Souza      | | [ 9 ]  |
| 2020 | Não houve Concurso          | |        |
| 2019 | Andressa Oliveira           | Não participou do concurso estadual                                                                                                |        |
| 2018 | Fernanda Souza              | Vice Miss Santa Catarina 2019 Vice Miss Brasil Mundo e Miss Elegância 2019 Eleita Miss Brasil Supranacional 2019                   | [ 8 ]  |
| 2017 | Rariane Schneider           | | [ 10 ] |
| 2016 | Camila Saggiorato           | | [ 11 ] |
| 2015 | Alexsandra Júlia Silva      | | [ 12 ] |
| 2014 | Amanda Felski               | Eleita Miss Ilhas de São Francisco do Sul 2015                                                                                     | [ 13 ] |
| 2013 | Érika Guedes                | Candidata ao miss Santa Catarina 2013 que elege ao Miss Brasil Globo e Miss Mundo Ilhas de Florianópolis                           |        |
| 2012 | Kemilly Stacy               | Candidata ao miss Santa Catarina 2012 que elege ao Miss Brasil Globo e Miss Mundo Ilhas de Florianópolis                           |        |
| 2011 | Patrícia Aquino             | Candidata ao miss Santa Catarina 2011 que elege ao Miss Brasil Globo, Miss Mundo Ilhas de Florianópolis e Miss Beleza Catarinense. |        |